# Eucalliax jonesi
Eucalliax jonesi är en kräftdjursart som först beskrevs av Heard 1989.  Eucalliax jonesi ingår i släktet Eucalliax och familjen Callianassidae. Inga underarter finns listade i Catalogue of Life.